# Steekproeffractie
In de statistiek is de steekproeffractie van een gebeurtenis, de relatieve frequentie van die gebeurtenis in de steekproef. Het voorkomen van de bedoelde gebeurtenis wordt meestal met "succes" aangeduid. Als de steekproefomvang n is, en er doen zich k successen voor, dan is de steekproeffractie:
{\displaystyle {\hat {p}}={\frac {k}{n}}.}
In de theorie is niet de toevallig gerealiseerde waarde k van belang, maar de toevalsvariabele X, die het aantal successen in de steekproef aangeeft. Ook de toevalsvariabele:
{\displaystyle {\hat {p}}={\frac {X}{n}}.}
wordt steekproeffractie genoemd.

## Populatiefractie
De steekproeffractie is een schatter voor de populatiefractie, een (meestal onbekende) parameter van de onderzochte populatie. Zoals de steekproeffractie de verhouding aangeeft van het aantal successen in de steekproef tot het totaal, zo is de populatiefractie p de verhouding van het aantal successen K (gezochte kenmerk) tot de populatieomvang N:
{\displaystyle p={\frac {K}{N}}.}